# Новотроицкое (Новомосковский район)
Новотроицкое (укр. Новотроїцьке) — село в
Знаменовском сельском совете
Новомосковского района
Днепропетровской области Украины.
Код КОАТУУ — 1223282503. Население по переписи 2001 года составляло 617 человек.

## Географическое положение
Село Новотроицкое находится на берегу озера Солёный Лиман в 6-и км от левого берега реки Самара, в 3-х км от села Знаменовка. К селу примыкает лесной массив (сосна).

## Улицы
- Герасименко
- Лесная

## Экономика
- Турбаза «Орленок».
- Курорт «Солёный Лиман» (месторождение лечебных грязей и минеральных вод).
- Заводу «Минводы».

## Объекты социальной сферы
- Школа.
- Фельдшерско-акушерский пункт.